# Kulturfabrik Esch-sur-Alzette

O Centro cultural Kulturfabrik está localizado no centro da Grande Região, ao sul do Grão-Ducado de Luxemburgo, em Esch-sur-Alzette, nos edifícios do antigo matadouro municipal, construídos no século XIX. 

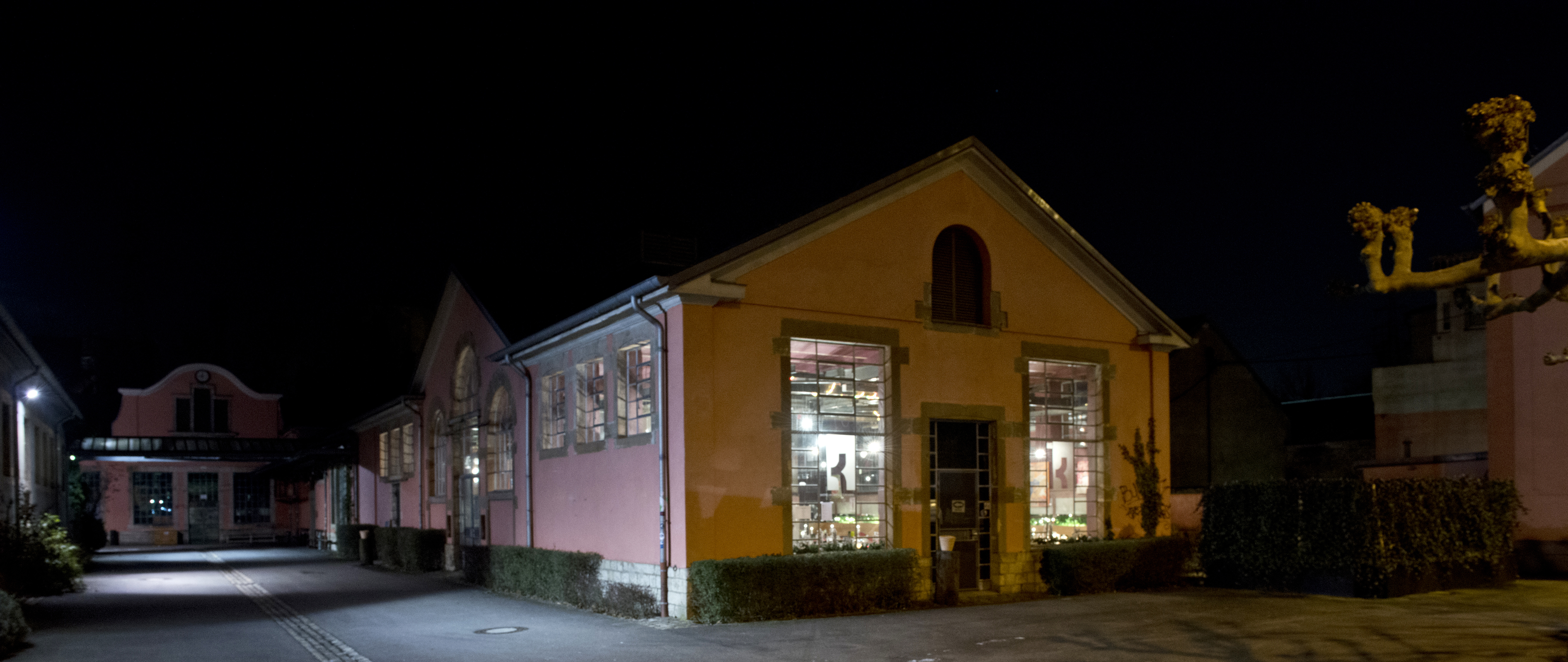
O Kulturfabrik a noite.

## História
- 1885 / 86 – 1979: Abatedouro municipal de Esch-sur-Alzette) O antigo matadouro de Esch-sur-Alzette.

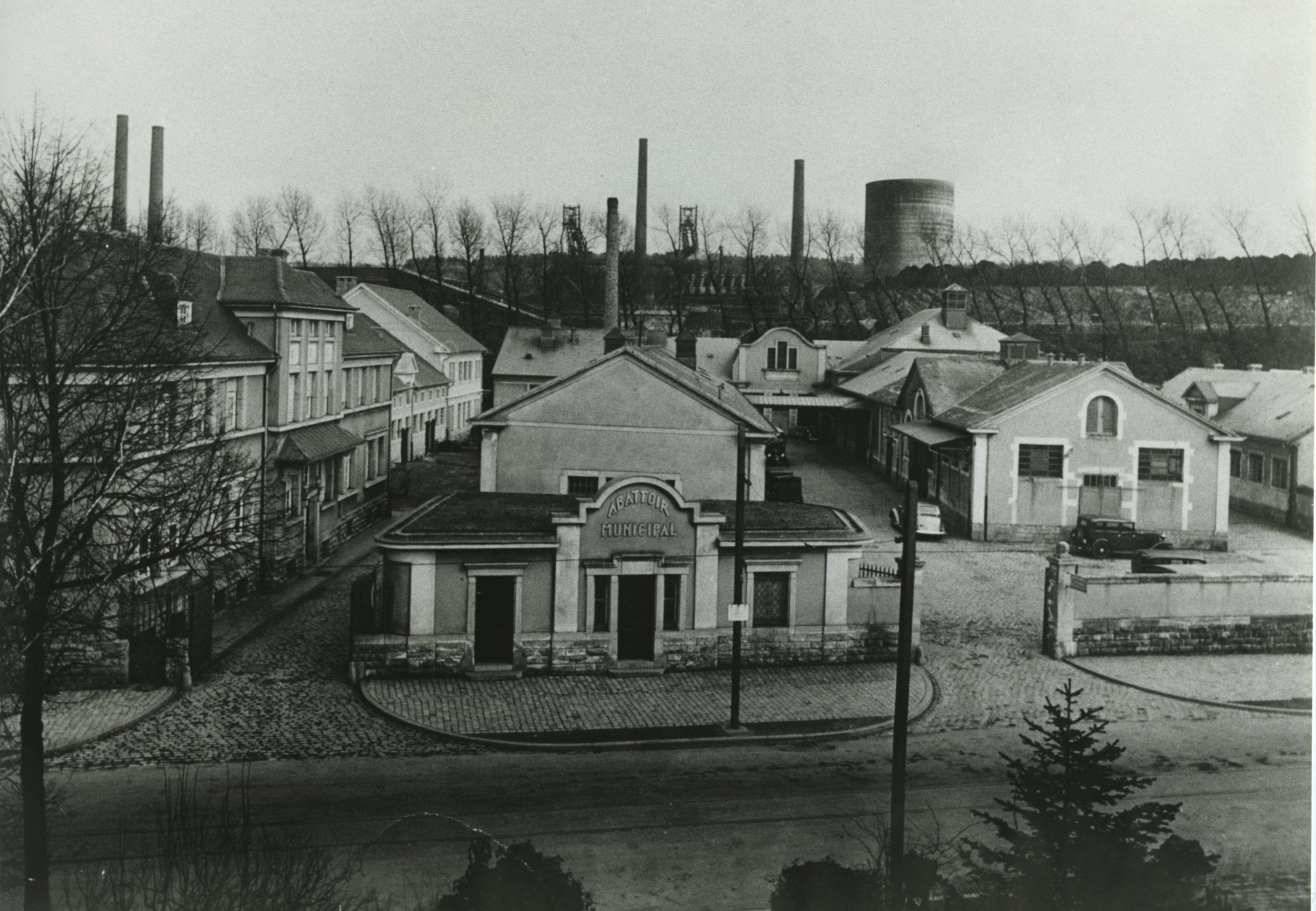
O antigo matadouro de Esch-sur-Alzette.

- 1982 : Ocupação de artistas pela ASBL « Theater GmbH» e criação de estúdios de ensaio e espetáculos
- 1983 : Nascimento da associação sem fins lucrativos KULTURFABRIK
- 1984 – 1995 : Atividades artísticas e socioculturais de todos os gêneros
- Fim de 1996 : Assinatura da convenção entre o Estado, a cidade de Esch-sur-Alzette e o KULTURFABRIK
- 2 de outubro de 1998 : Abertura oficial do Centro cultural Kulturfabrik

Hoje em dia, o centro cultural Kulturfabrik é: 
- Local de acolhimento & criação
- Residência de artistas
- Centro piloto para o desenvolvimento durável O Kulturfabrik é um centro piloto para o desenvolvimento sustentável

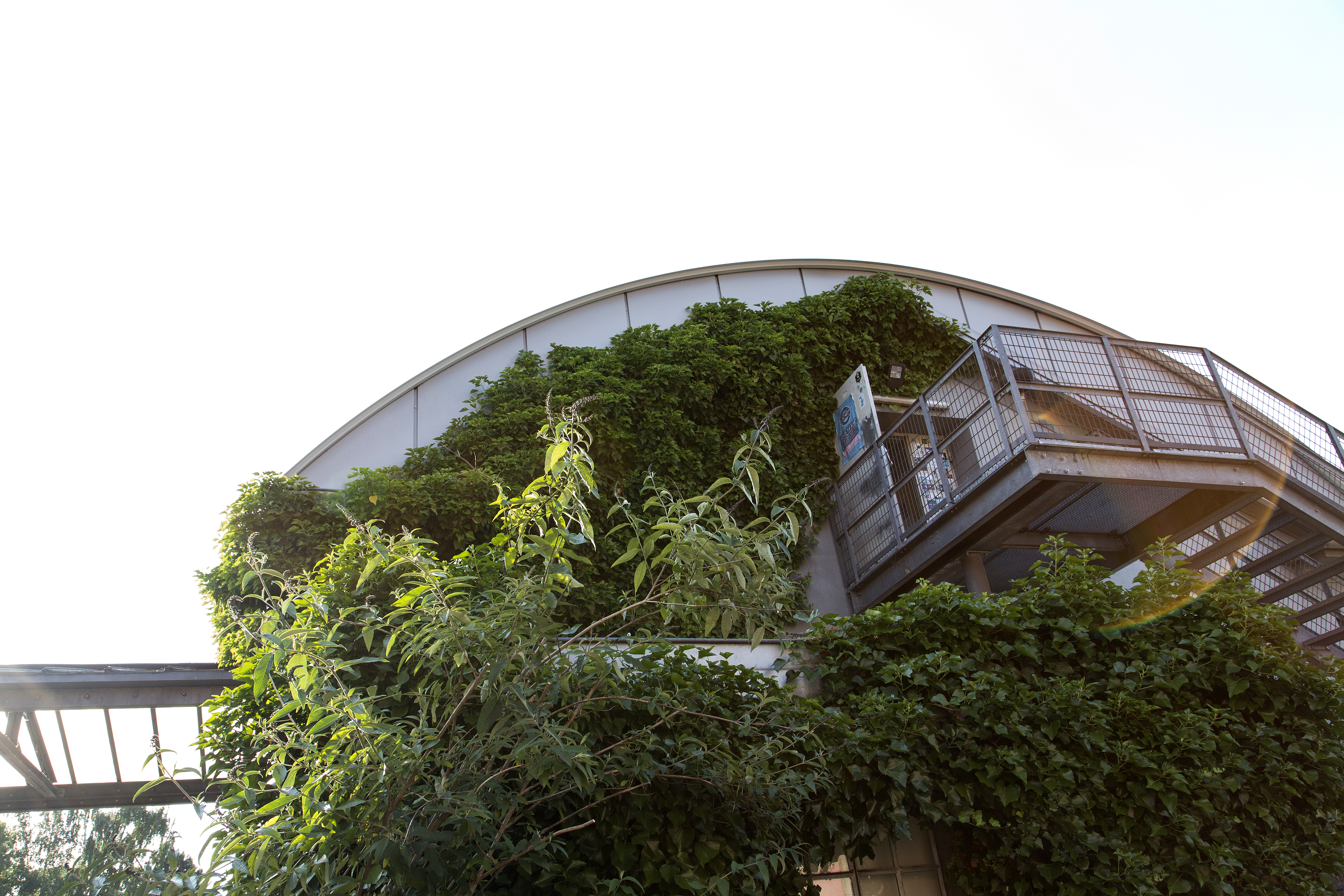
O Kulturfabrik é um centro piloto para o desenvolvimento sustentável

## Equipamentos
O local tem 4.500 m² de superfície com:
- Grande sala de espetáculos (950 lugares de pé / 270 lugares sentados) Grande sala de espetáculos.

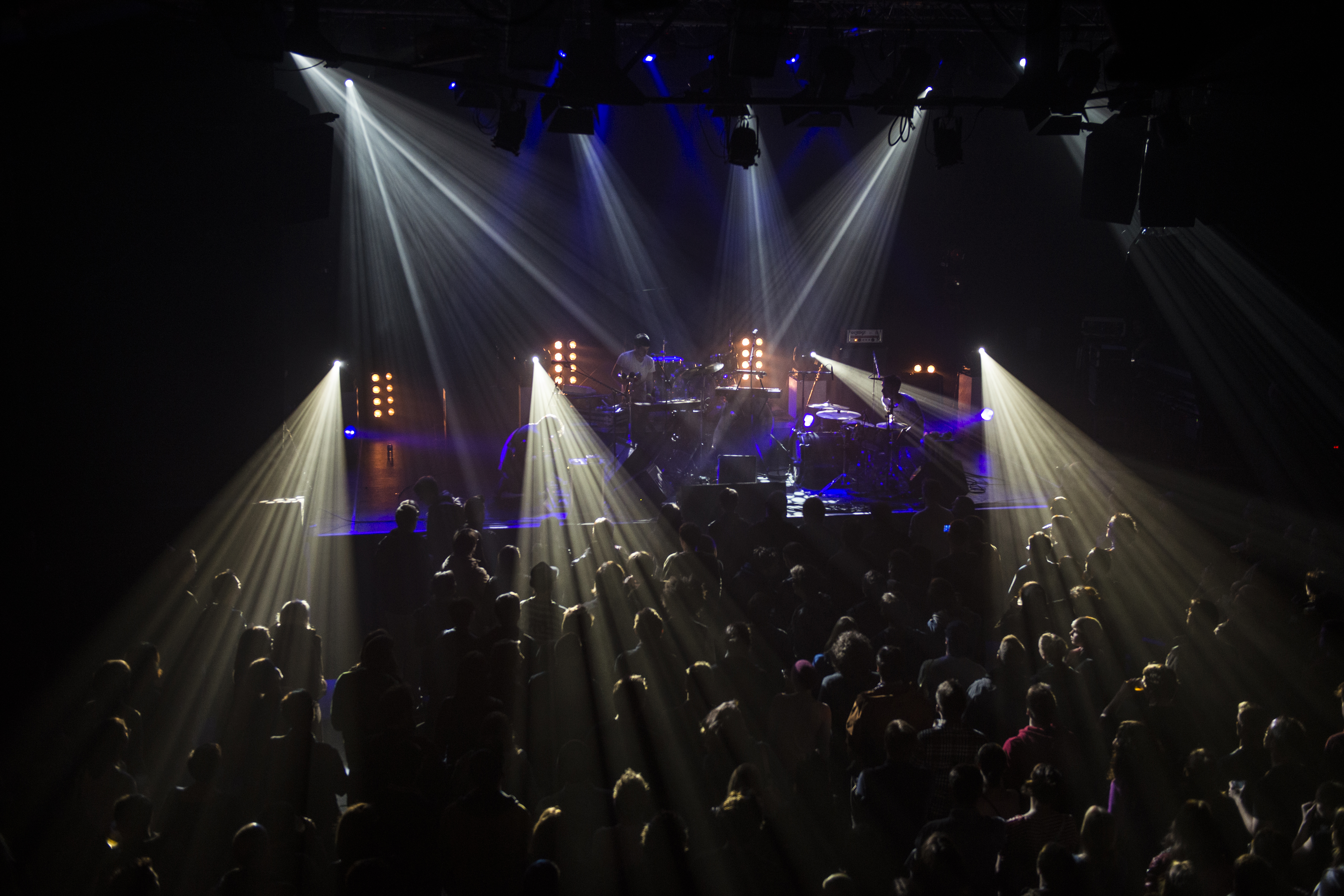
Grande sala de espetáculos.

- Pequena sala de espetáculos (250 lugares de pé) Pequena sala de espetáculos.Porém nem todos eram utilizados

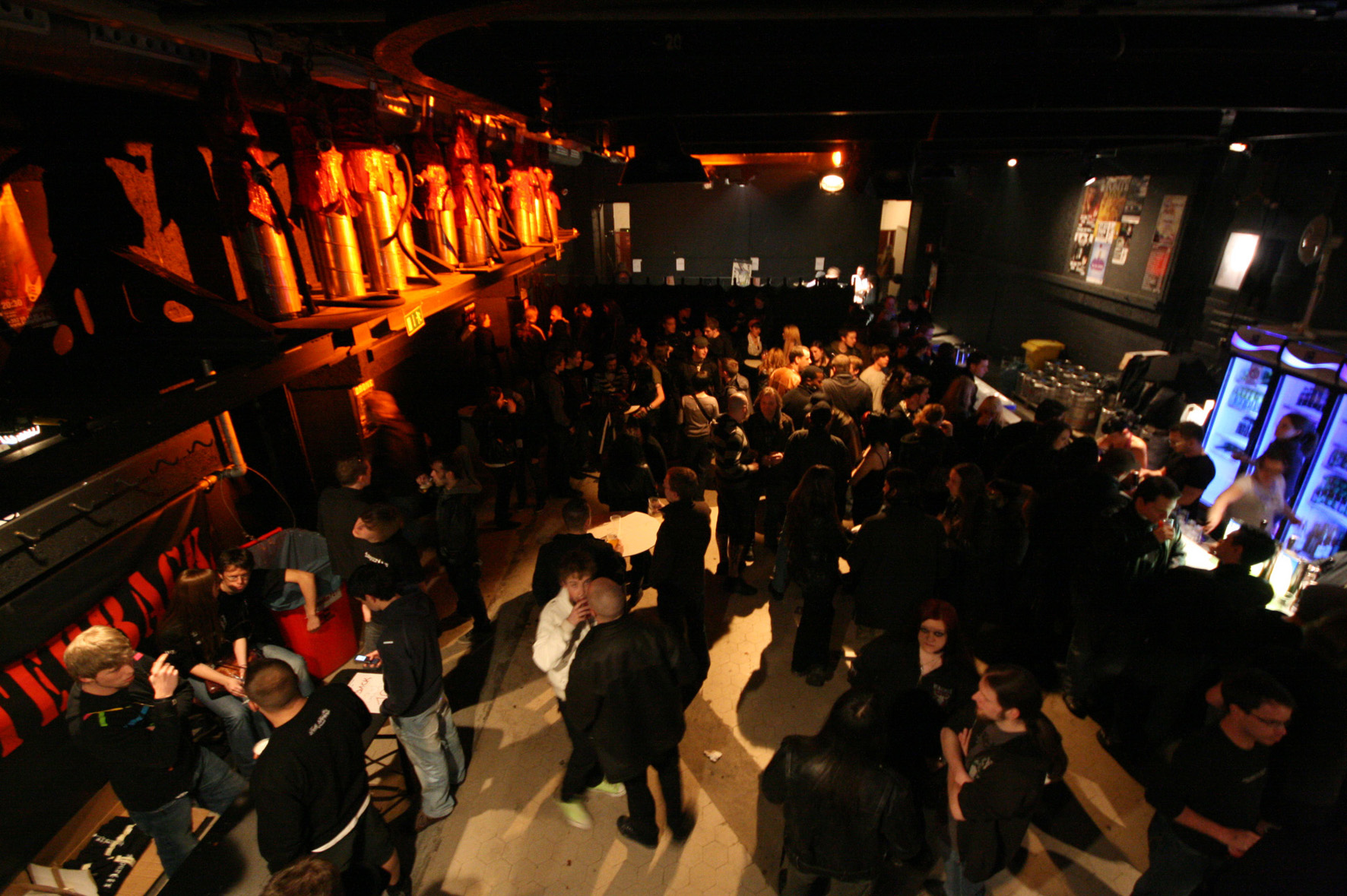
Pequena sala de espetáculos.

- O Ratelach (buraco do rato) para noites literárias ou intimistas (35 lugares) O Ratelach para noites literárias ou intimistas.

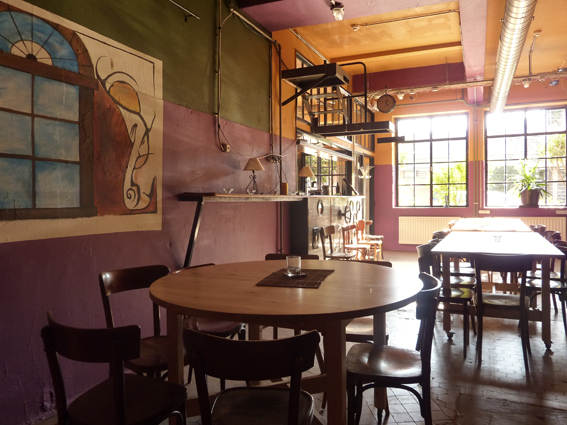
O Ratelach para noites literárias ou intimistas.

- Uma galeria de exposição / Galeria Terres Rouges (Terras Vermelhas)
- Seis estúdios de ensaio (para grupos de música atual) Ensaio da banda Mutiny On the Bounty no Kulturfabrik.

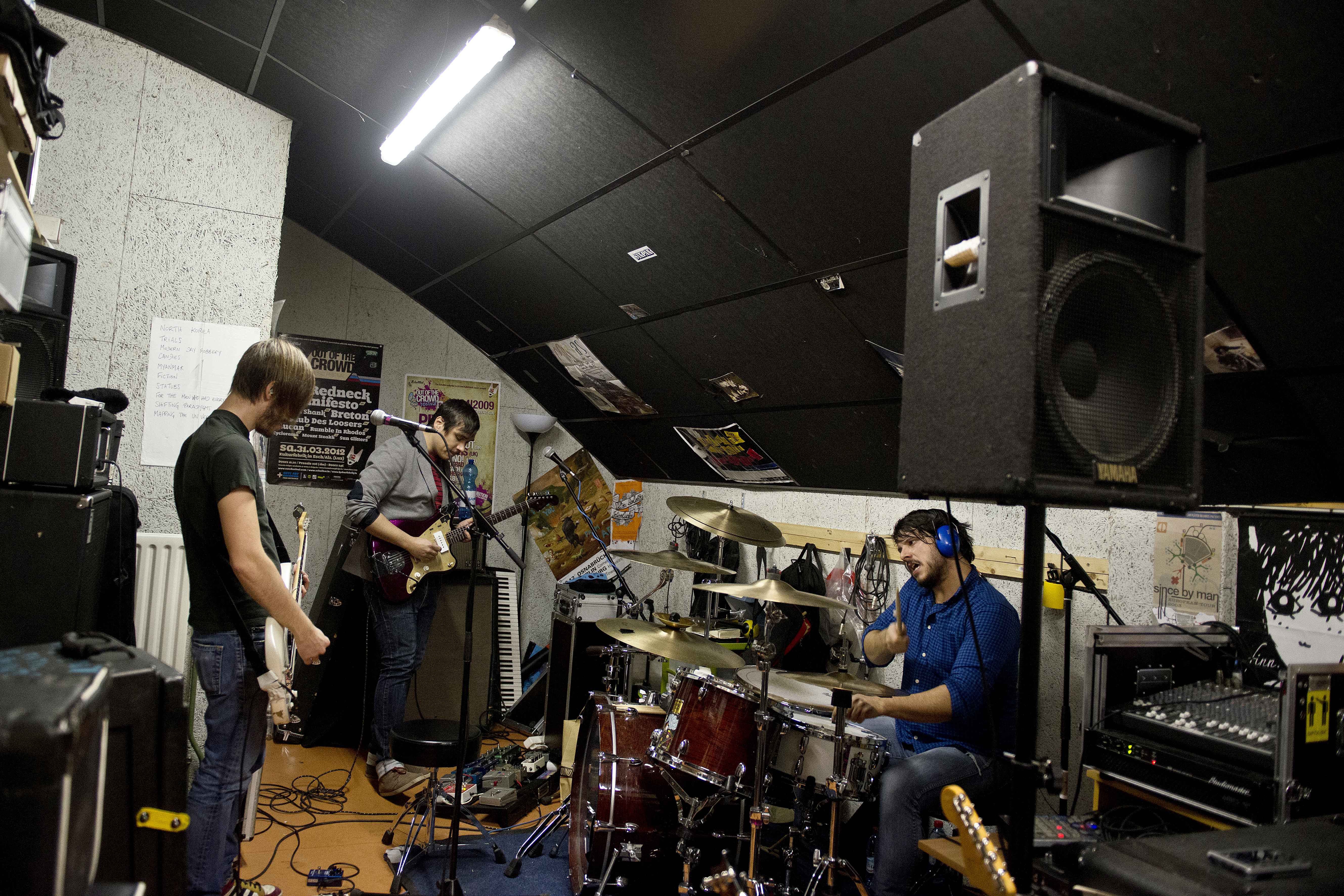
Ensaio da banda Mutiny On the Bounty no Kulturfabrik.

- Três espaços para ateliers (oficinas de criação), workshops, formação e ensaios de companhias de teatro.
- Um Atelier – boutique loja de cerâmica (Keramikfabrik)

Sem esquecer, claro, dois locais importantes do centro : 
- Um cinema (Kinosch)
- Uma cervejaria-restaurante (K116 – Tel: +352 26 17 59 74)

## Redes e certificações
- Rede Luxemburguesa de Centros Culturais Regionais Decentralisados
- Trans Europe Halles
- Federação Européia das Casas de Poesia
- Theaterfederation
- Circo em Lorraine
- Centro agregado do Serviço Nacional de Juventude
- Centro de formação de aprendiz agregado pela Câmara du Comércio de Luxemburgo

## Missões
- Apoio à criação
- Apoio ao surgimento de jovens talentos
- Despertar artístico e projetos pedagógicos
- Projetos transfronteiriços (Festival du film italien de Villerupt, Autour de Taslima Nasreen, Regards sur le cinéma, Textes sans frontière …)
- Centro piloto para o desenvolvimento durável

## Programação
- Alguns números : 250 manifestações por ano e extra-muros

Disciplinas propostas :
- Música atual
- Música do mundo [1],[2]
- Teatro e leituras
- Novo palhaço
- Cinema (Festival do filme italiano de Villerupt)
- Literatura
- Conferências
- Bistro-philo
- Workshops de dança africana e percussão

Festivais ao longo do ano :
- Out of The Crowd Festival
- FlamencoFestival Esch
- AfrikaFestival Esch
- Clowns In Progress
- Bang Your Head

Os grupos Kulturfabrik que ensaiam nos estúdios :
- Chief Mart’s, Mutiny on the bounty, Artaban, Mount Stealth, Scarred, Abstract Rapture…

Artistas:
- Queens of the Stone Age, A Silver Mount Zion,Mono, Suicidal Tendencies, Monster Magnet, Motorpsycho, Apocalyptica, King's X, The Gathering (groupe), Dream Theater, Fu Manchu (groupe), The Black Dahlia Murder, Forward Russia, Morbid Angel, Modest Mouse, Testament (groupe), Broken Social Scene, Red Sparowes, Battles, Cult of Luna, Architects, Unearth, PVT , Poison the Well, The Notwist, Clutch, Parkway Drive, Tortoise, The Melvins, Wax Tailor, Imogen Heap, Katatonia, IAMX, 65daysofstatic, Bolt Thrower, CocoRosie, Iron & Wine, Bonobo [3], Asking Alexandria, Envy , Beatsteaks, Fink , Meshuggah...

- No mundo do flamenco: Manolo Franco, Marie-Josée Franco, Antonio Serrano, Andrès Pena, Pedro Ricardo Mino, Gualberto Garcia, Segundo Falcon, Patricia Guerrero, Fran Espinosa, Olga Pericet, Pastora Galván, Leonor Leal, La Tremendita, La Lupi, Javier Baron, Rafael Campallo, Fuensanta La Moneta, Belén Maya...

- Artes Cênicas: Cie Les Matapeste, Calixte de Nigremont, les clowns du cirque de Hanoï, les clowns de Saint-Pétersbourg, Francis Albiero, Isabelle Wéry, Ludor Citrik , Colette Migné, Gilles Defacques, Alan Fairbairn, Guraï et Asli, Isabelle Lemetay, Michel Deltruc, Sébastien Coste, Camille Perrin, Antoine Arlot, Didier Barrois, Julien Bogenschütz, Véronique Mougin & Michel Deltruc, Bonaventure Gacon, Alba Sarraute, Heinzi Lorenzen, Constantin Cojocaru, Marja Leena Junker, Andrei Elek, Valéry Plancke, Elena Popa, Luc Schiltz, Josiane Peiffer, Martin Engler...

- Pintores, fotógrafos e artistas plásticos:Diane Jodes , The’d Johanns, Sonja Schönberger, Véronique Kolber, René Gillain, Marcel Wolff, Tim Battin, Frauke Hänle & Claus Kienle, Sébastien Cuvelier, Slava Mogutin, Atelier d’Empreinte Collectif Marges Flottantes..